# Salbris
 Salbris  es una población y comuna francesa, en la región de Centro, departamento de Loir y Cher, en el distrito de Romorantin-Lanthenay y cantón de Salbris. 

## Demografía
| 1,254 | 1,106 | 1,141 | 1,389 | 1,498 | 1,612 | 1,676 | 1,704 | 1,738 | 1,747 | 1,703 | 1,741 | 1,813 | 1,923 | 2,041 | 2,087 | 2,249 | 2,408 | 2,813 | 2,907 | 3,036 | 3,162 | 3,467 | 3,838 | 4,383 | 3,932 | 4,300 | 5,097 | 5,451 | 6,095 | 6,079 | 6,083 | 6,029 | 5,777 |
| Para los censos de 1962 a 1999 la población legal corresponde a la población sin duplicidades (Fuente: INSEE [Consultar]) |       |       |       |       |       |       |       |       |       |       |       |       |       |       |       |       |       |       |       |       |       |       |       |       |       |       |       |       |       |       |       |       |       |